# Kungliga biblioteket
Kungliga biblioteket (KB) är Sveriges nationalbibliotek, beläget i Humlegården i Stockholm. Biblioteket samlar in och bevarar allt tryckt material som ges ut i Sverige sedan 1661. 2009 blev Statens ljud- och bildarkiv en del av KB. Sedan dess ansvarar KB även för att samla in audiovisuella medier. Kungliga biblioteket är en statlig myndighet. Det är ett av världens största bibliotek.
Bibliotekets samlingar är öppna för alla, men verksamheten riktar sig främst mot forskarvärlden. Material från den svenska samlingen får inte lånas hem utan måste studeras på biblioteket. Det mesta materialet förvaras i magasin och måste beställas fram i förväg. 2014 lanserades fritextsökning via webben i alla nummer av flera svenska dagstidningar; tidningar äldre än 115 år går att läsa i sin helhet.
Kungliga biblioteket flyttade in i sin nuvarande byggnad i Humlegården årsskiftet 1877/78. Huset ritades av Gustaf Dahl och uppfördes i nydanande gjutjärnsteknik. De två flyglarna byggdes till 1926–27 efter ritningar av Axel Anderberg. Kungliga biblioteket är statligt byggnadsminne sedan 1935.

## Verksamhet

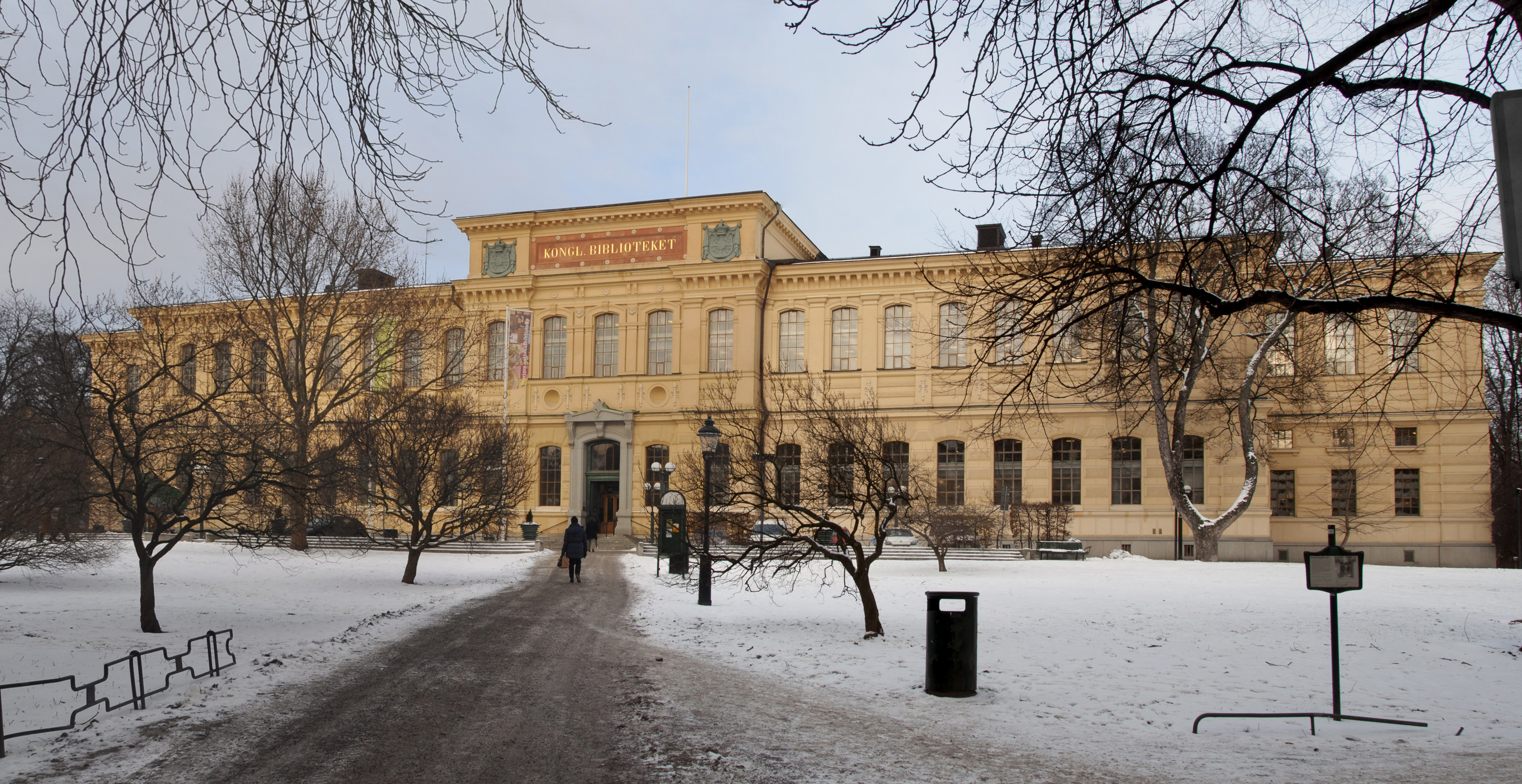
Kungliga bibliotekets huvudfasad, 2014.

Kungliga biblioteket är en statlig förvaltningsmyndighet, som sorterar under Utbildningsdepartementet. Riksbibliotekarie sedan augusti 2019 är Karin Grönvall. Nationalbiblioteket är också ett humanistiskt forskningsbibliotek, som köper in forskningslitteratur på flera språk.

### Samlingar
I bibliotekets samlingar finns drygt 18 miljoner objekt. Förutom böcker innehåller samlingarna bland annat affischer, bilder, handskrifter och reklamtryck. Den audiovisuella samlingen består av mer 7 miljoner inspelade timmar av radio, teve och musik. Biblioteket förvaltar personarkiv från bland andra Astrid Lindgren, August Strindberg och Dag Hammarskjöld.

### Bilder samlingar (urval)

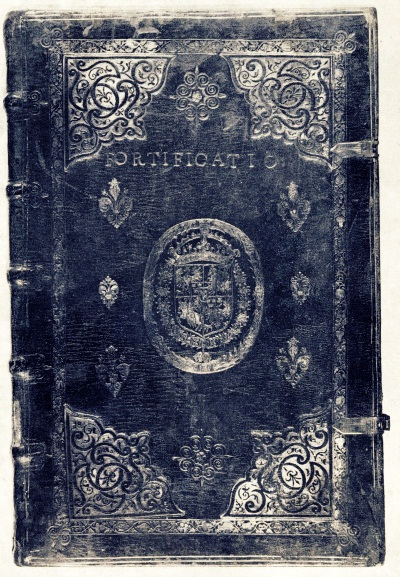
Sigismunds bok
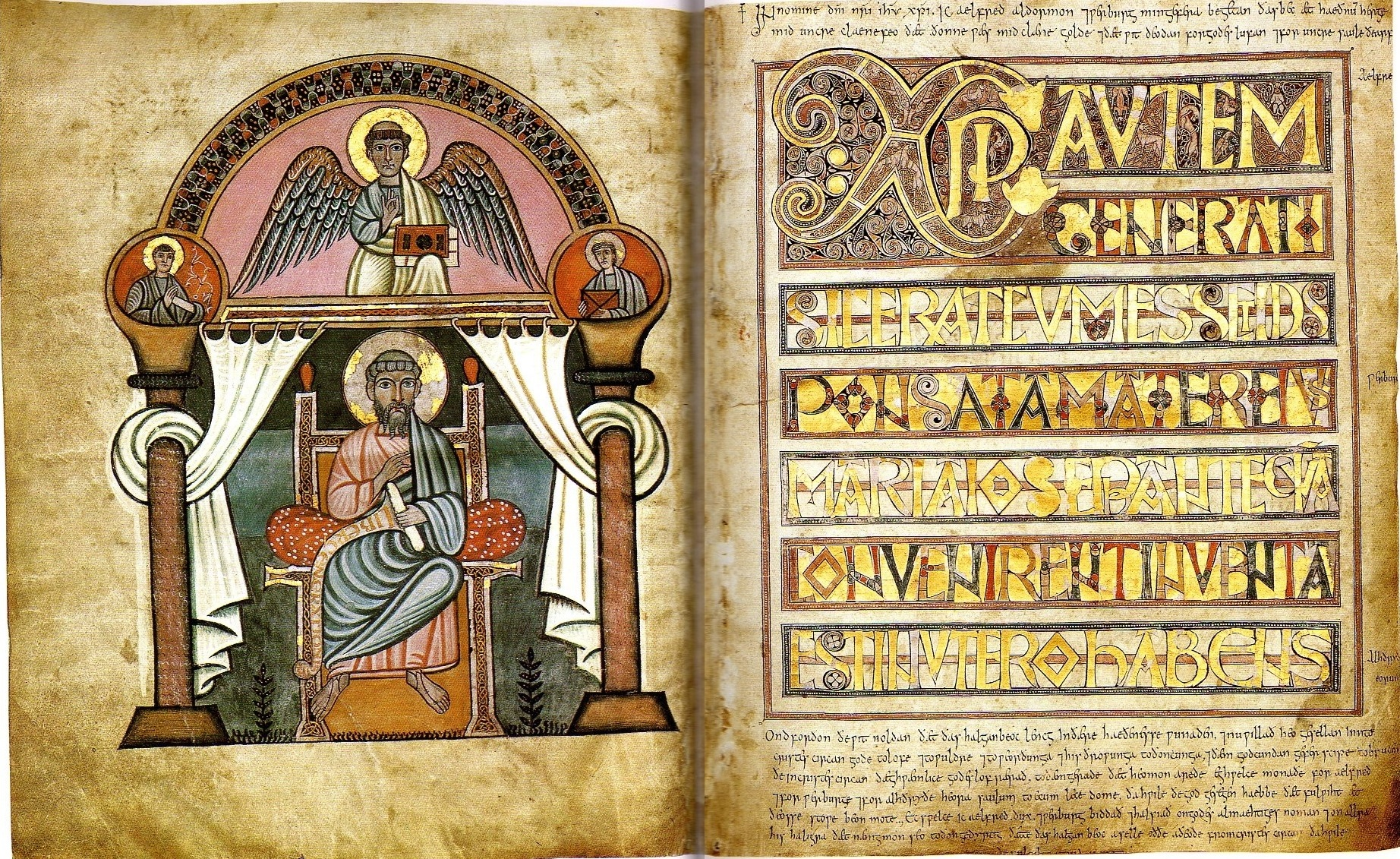
Stockholm Codex aureus, Codex aureus
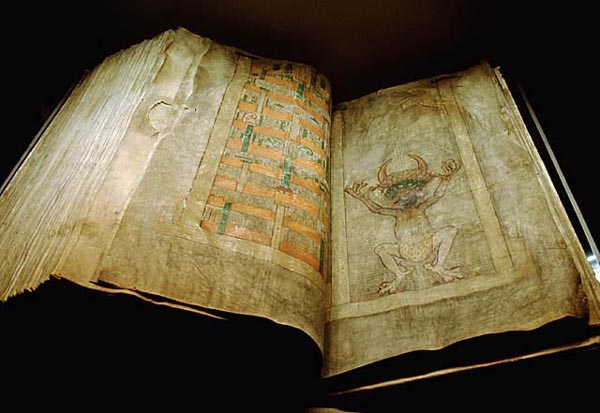
Djävulsbibeln, Codex Gigas
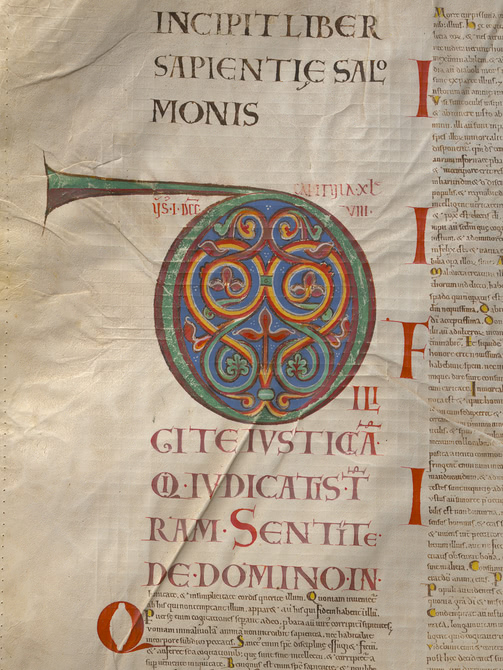
Bild från Codex Gigas

### Pliktleverans
Enligt lagen om pliktexemplar SFS 1993:1392 är det tryckerierna i Sverige som är skyldiga att sända in pliktexemplar. Om ett utländskt tryckeri anlitas är det den svenska utgivaren som måste skicka in till de sju pliktbiblioteken. Utgivare av musik, film, teve eller radio måste på liknande sätt leverera kopior till biblioteket. Men i vissa fall gäller det endast en del av sändningarna.
Från och med 1 juli 2012 omfattar pliktleveranslagen också elektroniskt material. Det innebär att utgivare av till exempel webbtidningar och vissa digitala publikationer måste leverera innehåll till biblioteket.
Lagen har sitt ursprung i 1661 års kansliordning, där blev det lag på att alla boktryckare i Sverige skulle skicka in två exemplar av varje skrift de tryckt, det ena exemplaret skulle tillfalla Riksarkivet och det andra Nationalbiblioteket. Lagen kom snarare till för att kontrollera opinionsbildningen än att bevara dokument till eftervärlden. Den moderna lagen har som syfte att främja forskning och kulturarvet – nationens minne.

### Kulturarv
År 1996 startade Kungliga biblioteket projektet Kulturarw3 i syfte att samla in och arkivera svenska webbsidor. År 2014 fanns drygt 5 miljarder objekt, motsvarande cirka 350 TB data, i samlingen. Det gör samlingen unik i världen. Syftet med samlingen är att visa vår tids webbpublicering och att göra det möjligt för kommande generationer att forska i. De toppdomäner KB samlar ifrån är bland annat .se, .nu, .com och .org.

### Bibliotekssamverkan
KB ansvarar för att samordna bibliotekssektorn. Uppdraget innebär bland annat att utöva nationell överblick, att främja samordning, att fördela bidrag och att  samla in statistik. En uppgift är att förhandla fram centrala licensavtal för att underlätta tillgången till olika databaser.
Biblioteket samordnar ett antal expert- och kompetensgrupper som arbetar med frågor som rör biblioteksvärlden, Till exempel, digitalisering, klassifikationssystem och den gemensamma katalogen Libris.
Man anordnar även utbildningar och stöder biblioteksrelaterade projekt.

## Historik

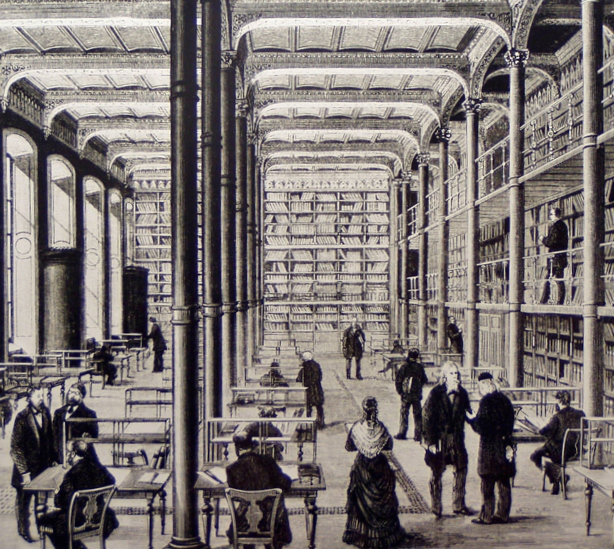
Stora läsesalen, illustration från 1800-talets slut.

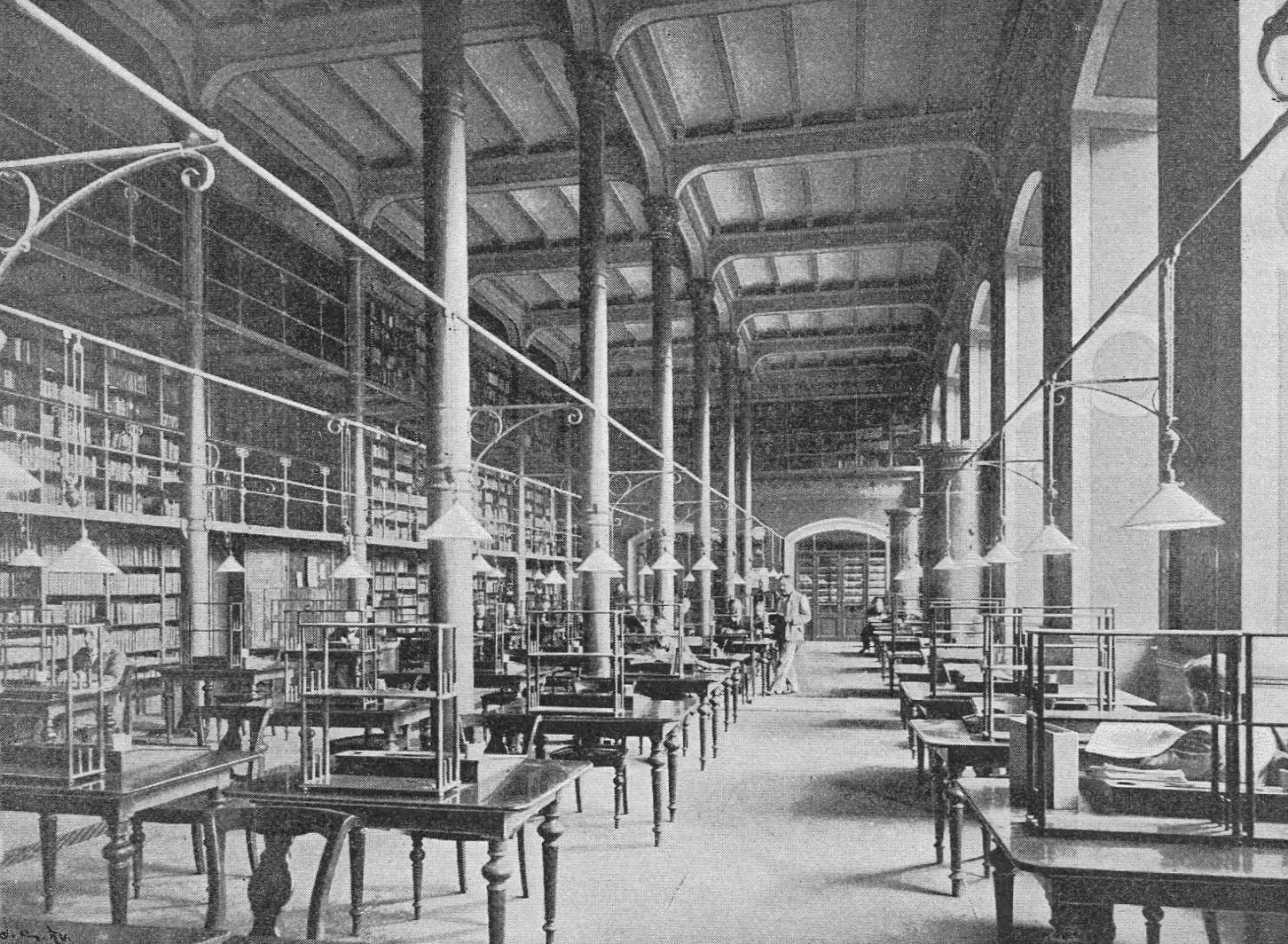
Läsesalen, fotografi från 1897.

Grunden för det som idag kallas för Kungliga biblioteket har anor tillbaka till Gustav Vasas dagar. Kungen införskaffade böcker i bland annat historia, naturvetenskap, teologi och kartor. Samlingarna utökades av Erik XIV, Johan III och Karl IX och förvarades i slottet Tre Kronor. En del böcker köptes från utlandet och vissa beslagtogs från de svenska klostren i samband med reformationen. År 1620 skänkte Gustav II Adolf bort delar av den kungliga boksamlingen och dessa kom att lägga grunden till Uppsala universitetsbibliotek.
Under det trettioåriga kriget utökades också samlingen med flera krigsbyten. Bland annat erövrades det biskopliga biblioteket i Würzburg år 1631, Olmütz-biblioteken 1642 och det kungliga biblioteket i Prag 1649. I samband med detta fördes den så kallade Djävulsbibeln (Codex Gigas) från 1200-talet, till Stockholm. Stora delar av detta material tog drottning Kristina med sig till Rom när hon lämnade Sverige 1654. De kungliga samlingarna fortsatte dock att växa under Karl X Gustav genom fler krigsbyten och inköp utomlands.
Genom 1661 års kansliordning blev det lag på att alla boktryckare i Sverige skulle skicka in två exemplar av varje skrift de tryckt, det ena exemplaret skulle tillfalla Riksarkivet och det andra KB. Bakom denna föreskrift låg snarare en stormaktens vilja till statlig kontroll och censur än omsorgen att förvärva den nyutkomna litteraturen för forskningsändamål.
Vid den stora slottsbranden i maj 1697 gick stora delar av biblioteket förlorade i lågorna. 17 286 bokband och 1 103 handskrifter förlorades och bara 6 700 band och 283 handskrifter klarade sig. Därefter förvarades böckerna tidvis i olika adelspalats i Stockholm, först i greve Lillies hus vid dåvarande Norrmalmstorg 1697–1702, Bondeska palatset 1702–1730 och i greve Per Brahes hus på Helgeandsholmen 1730–1768. Inte förrän 1768 kunde samlingarna flytta in i nordöstra flygeln i det nybyggda slottet.
I sin nya boning växte samlingen ytterligare när Antiqvitetsarkivet upphörde 1780 och större delen av böckerna därifrån överfördes till Kungl. biblioteket. År 1792 skänkte Gustav III sitt enskilda bibliotek om 14 500 verk och fyra år senare skänktes Gustav IV Adolfs 7 500 verk vilket gjorde att KB hade omkring 40 000 verk år 1814.
Under 1800-talet tillkom ett flertal stora boksamlingar som antingen donerades eller inköptes. Det begränsade utrymmet på slottet gjorde att det krävdes ett nytt hem för det kungliga samlingarna och år 1877 kunde man flytta in i nybyggda, ändamålsenliga lokaler i Humlegården och den 2 januari 1878 öppnades det för första gången. 1887 började man införa elektrisk belysning, men en fullständigt elektrisk upplysning var inte genomförd förrän 1964.
Mellan 1874 och 1882 arbetade August Strindberg som extraordinarie amanuens på Kungliga biblioteket och fick möjlighet att botanisera bland samlingarna.

## Byggnader

### Huvudbyggnaden

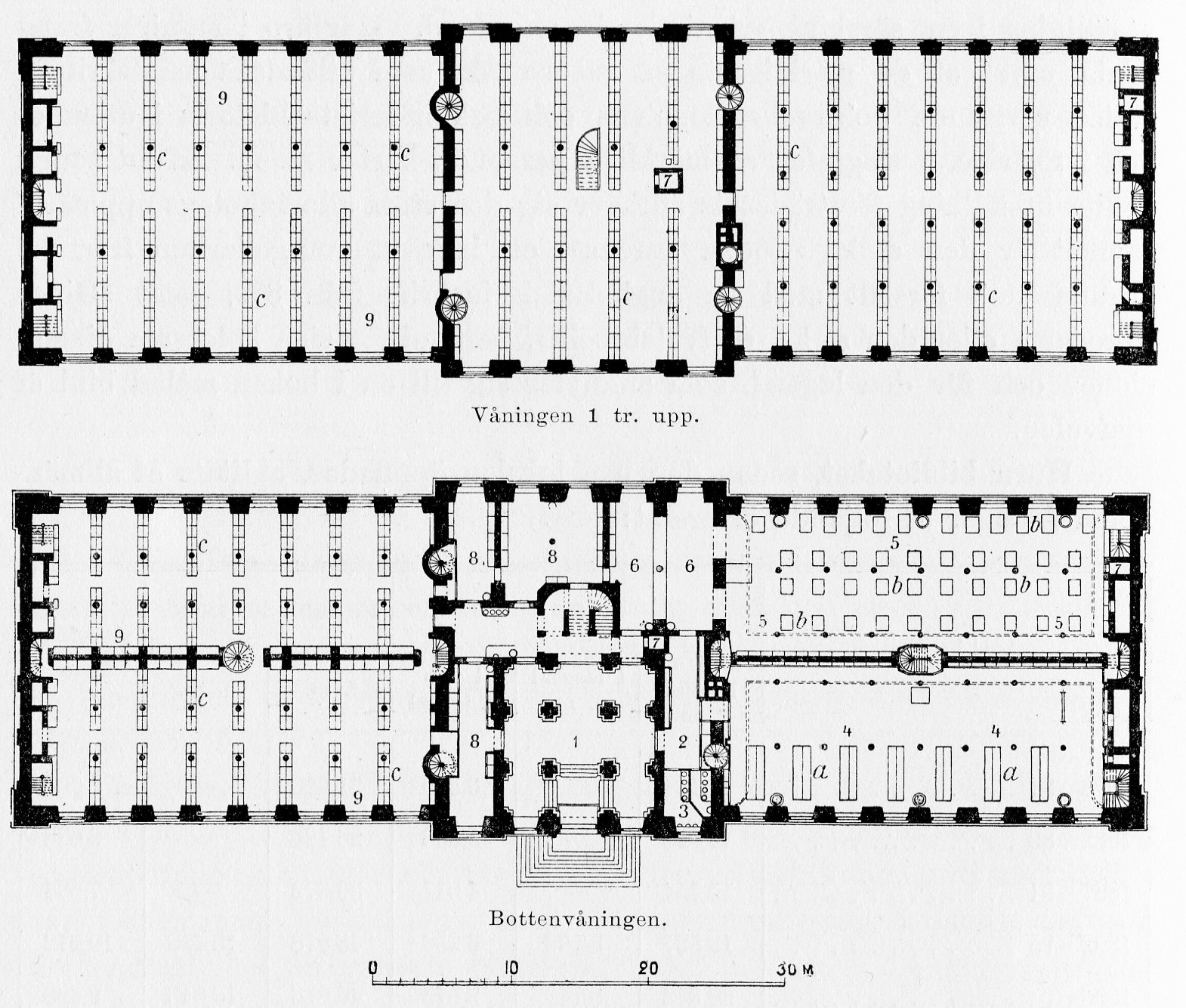
Kungliga Biblioteket planritningar, 1897.

Vid årsskiftet 1877/78 flyttade Kungliga biblioteket in i sin nuvarande byggnad i Humlegården. Huset ritades av Gustaf Dahl och uppfördes i nydanande gjutjärnsteknik med anknytning till renässansen. De två flyglarna byggdes till 1926-27 efter ritningar av Axel Anderberg.
Ursprungligen var biblioteksbyggnaden 80 meter lång och uppförd med en bärande stomme av tegelmurar, gjutjärnskolonner och bjälklag av järn. De konstruktiva elementen avspeglar sig i fasaden som pilaster och murförtjockningar. Arkitekten Gustav Dahl gestaltade fasaden med ett markant mittparti som en risalit med en förhöjd attikavåning. Av den ursprungliga interiören återstår idag främst vestibulen och stora läsesalen med sina höga gjutjärnskolonner i dubbla rader och gallerier.

### Magasin och Annexet

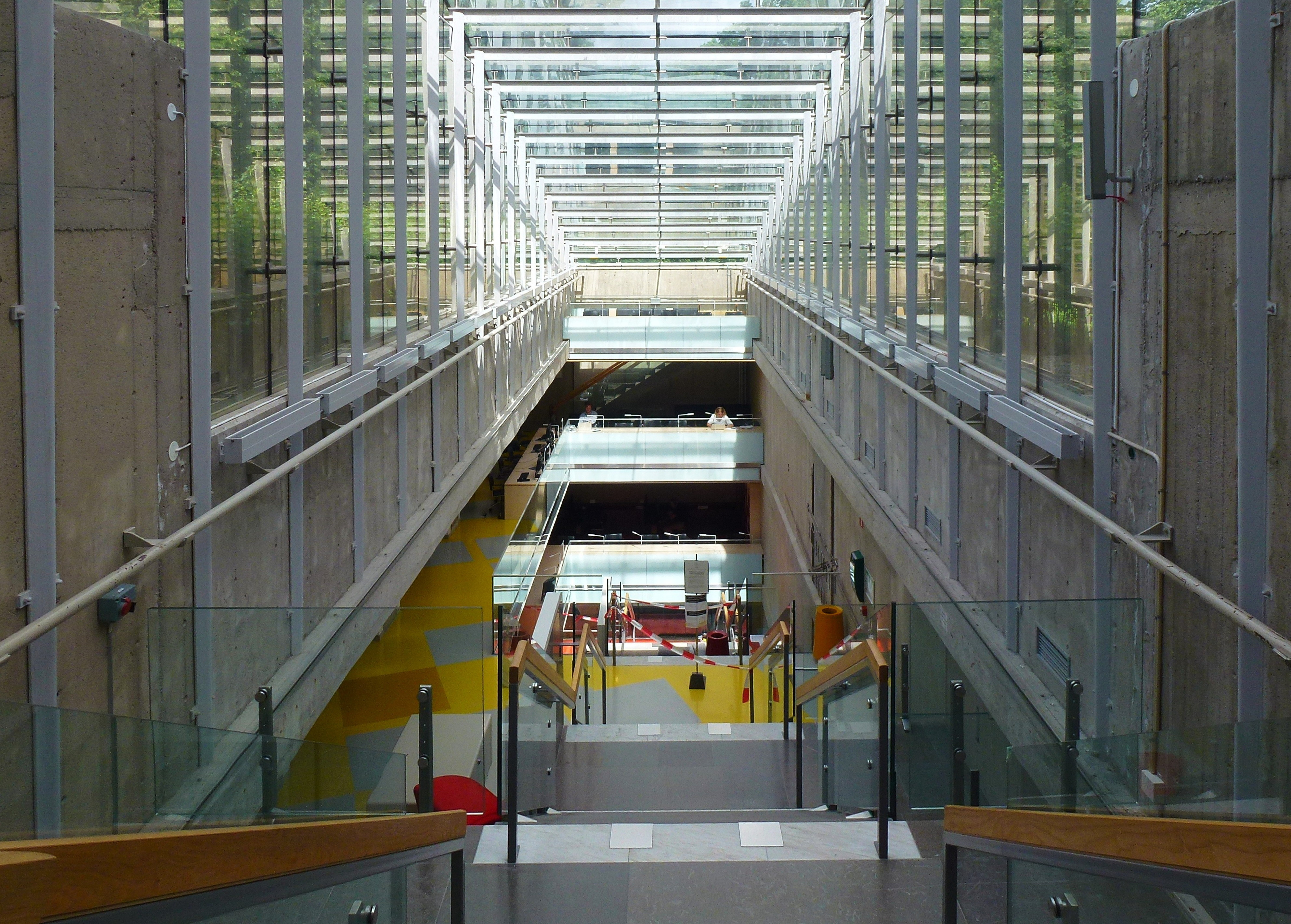
Vy ner i KB Annexet, 2015.

På 1980-talet blev frågan om nya magasinsutrymmen aktuell igen. Man ville utöka biblioteket, men ändå bevara de kulturskyddade delarna av huset och Humlegården. Resultatet blev att man sprängde ut bergrum för två stora magasin om vardera fem våningsplan, 40 meter under marknivån.
På försommaren 1997 återinvigdes KB efter en omfattande om- och tillbyggnad. I samband med det tillkom de två stora underjordiska bergrumsmagasin, som kallas "KB Annexet". Dessa rymmer numera större delen av bibliotekets samlingar. Magasinsutrymmen som tidigare fanns i huvudbyggnadens övervåning blev då lediga och nyttjas idag som kontor och läsesalar. I en av magasinslokalerna under jord finns en exakt kopia av Nelly Sachs' lägenhet från Bergsunds strand, komplett med alla hennes ägodelar.
I KB Annexet finns även hörsal, studiesal, forskningssal, utställningssal och mikrofilmsläsesal. I mikrofilmsläsesalen finns alla svenska dagstidningar, liksom ett stort antal utländska tidningar, tillgängliga på mikrofilm. Över Annexet sträcker ett stort, välvt glastak som har kontakt med huvudbyggnadens norra fasad. Åren 2014-2015 har annexets publika del byggts om och moderniserats.
Statens biblioteksdepå ligger utanför Bålsta och lagrar delar av Kungliga Bibliotekets samlingar. Här finns bland annat dagstidningar från 1851 samt skolböcker från 1956.

### Bilder, exteriör

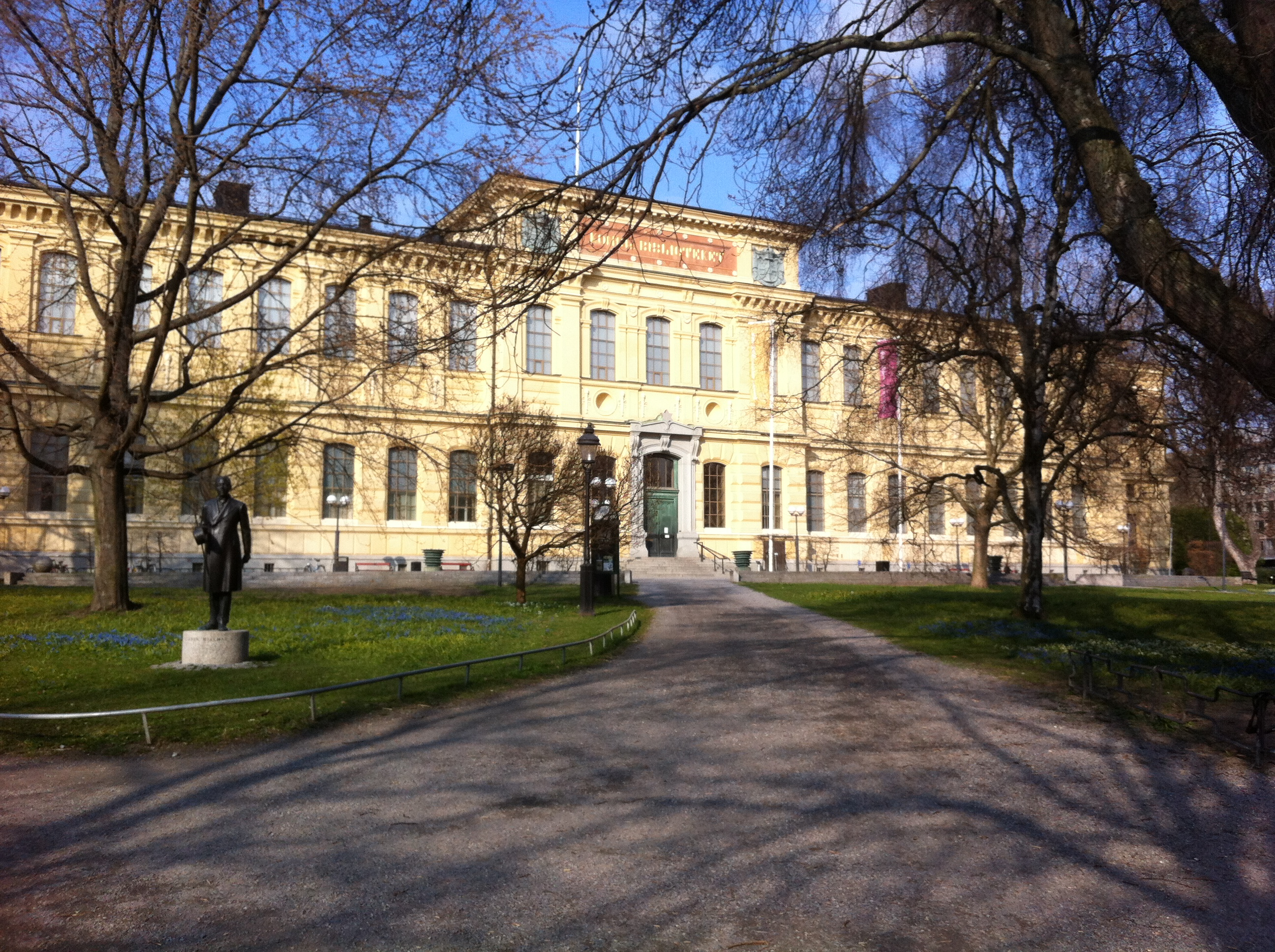
Byggnaden med dess flyglar
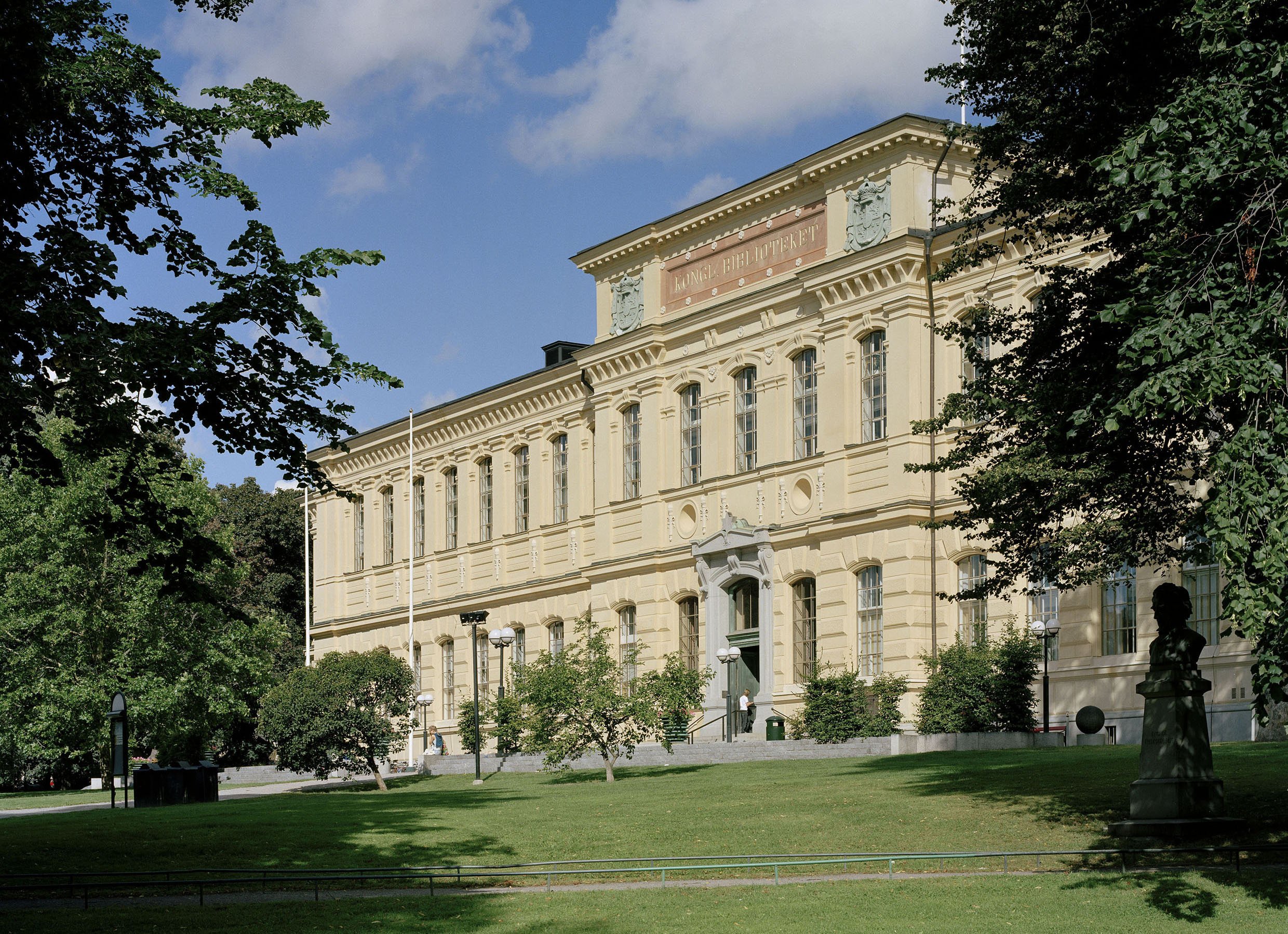
Byggnaden med huvudentrén vid Humlegårdsgatan 26
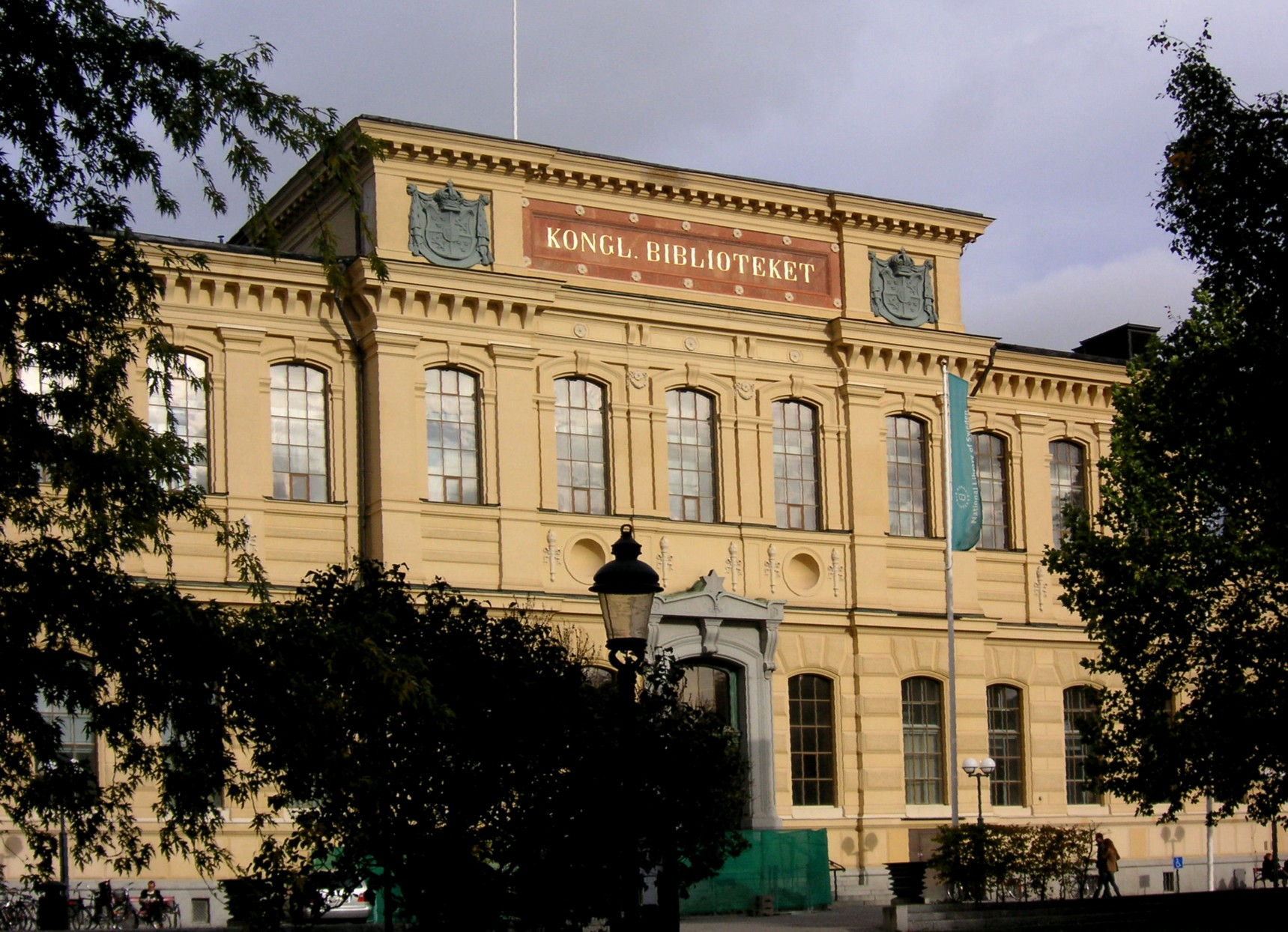
Byggnadens markanta risalit
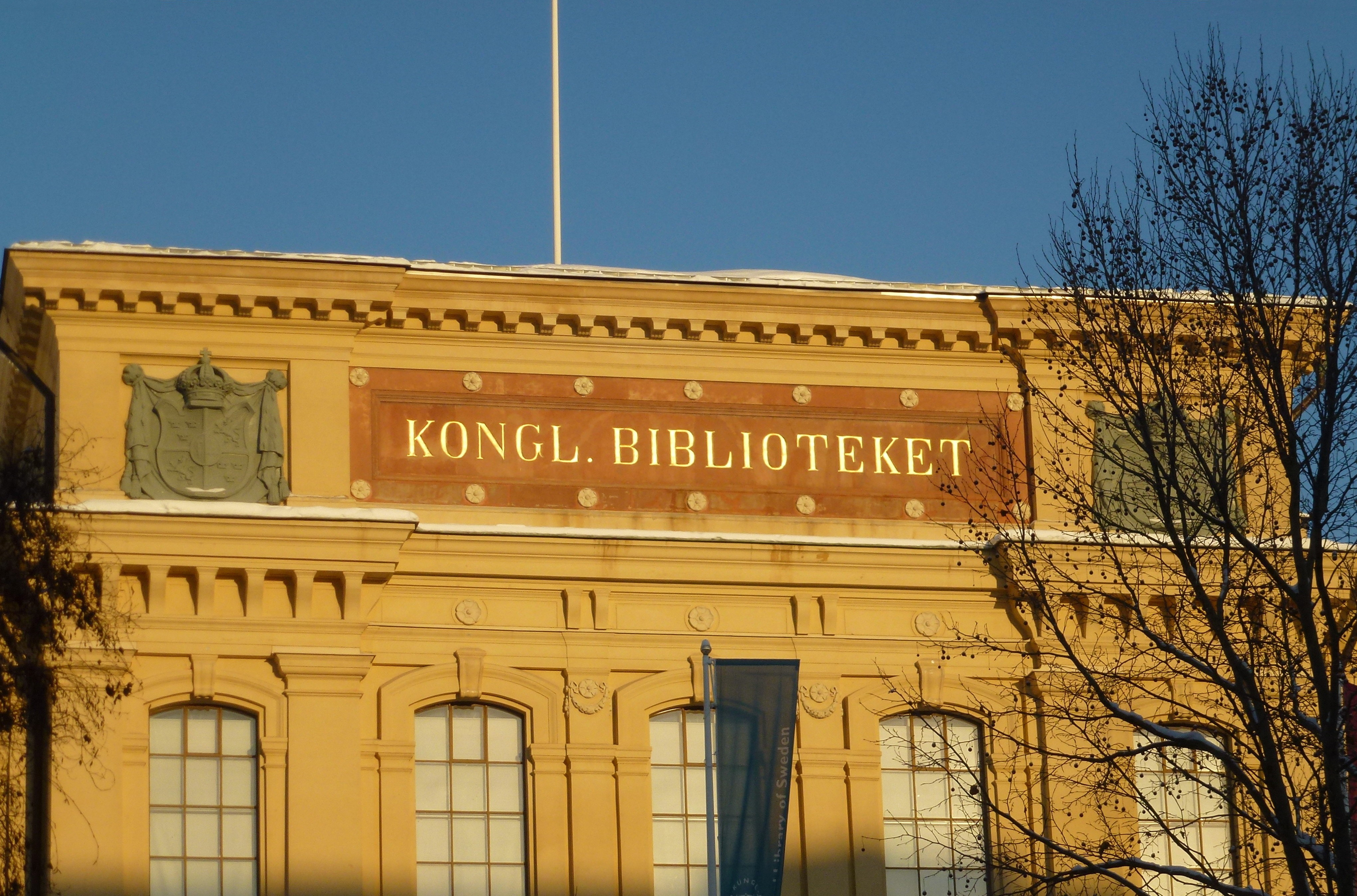
Fasaddetalj
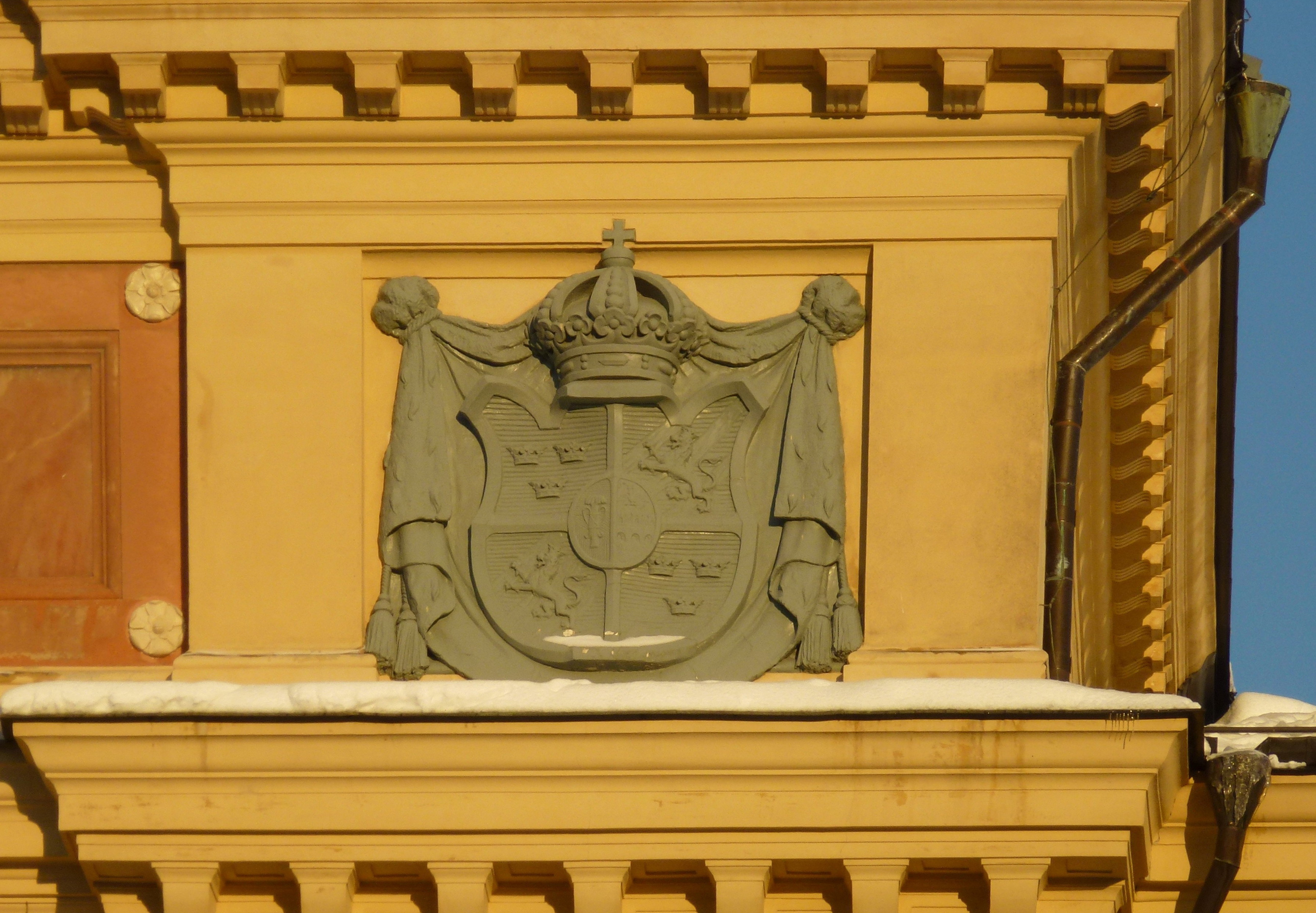
Fasaddetalj

### Bilder, interiör

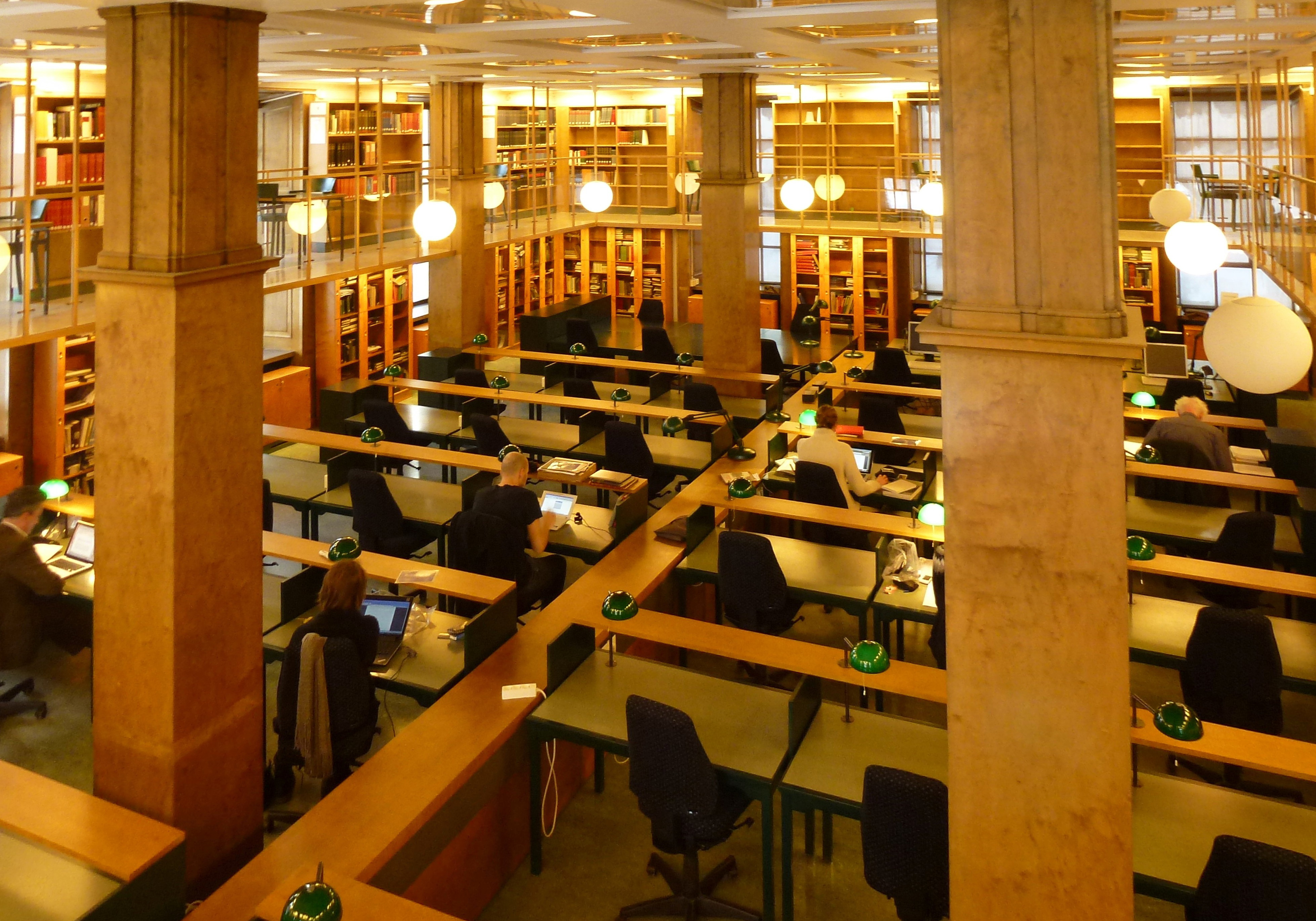
Forskarsalen
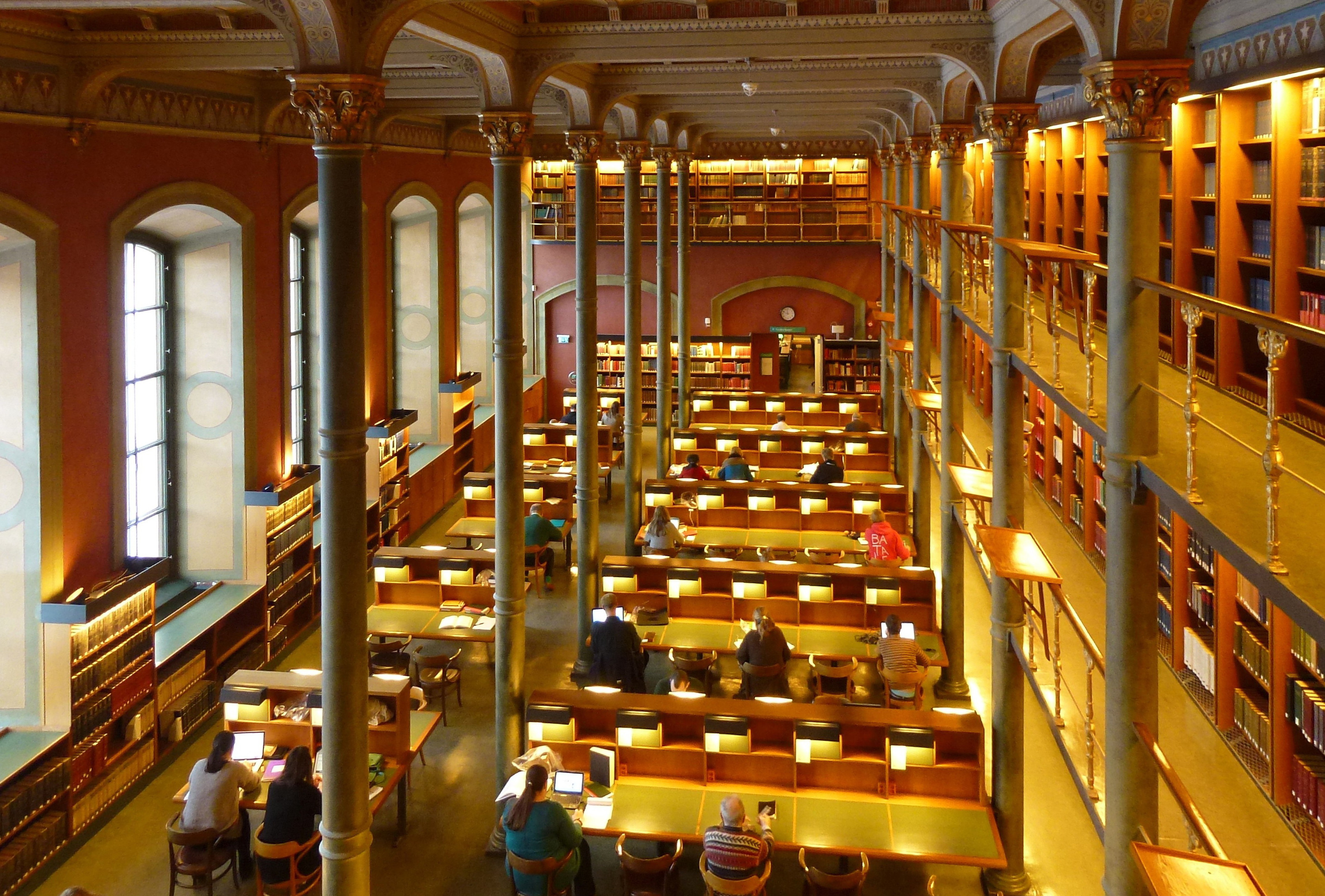
Stora läsesalen
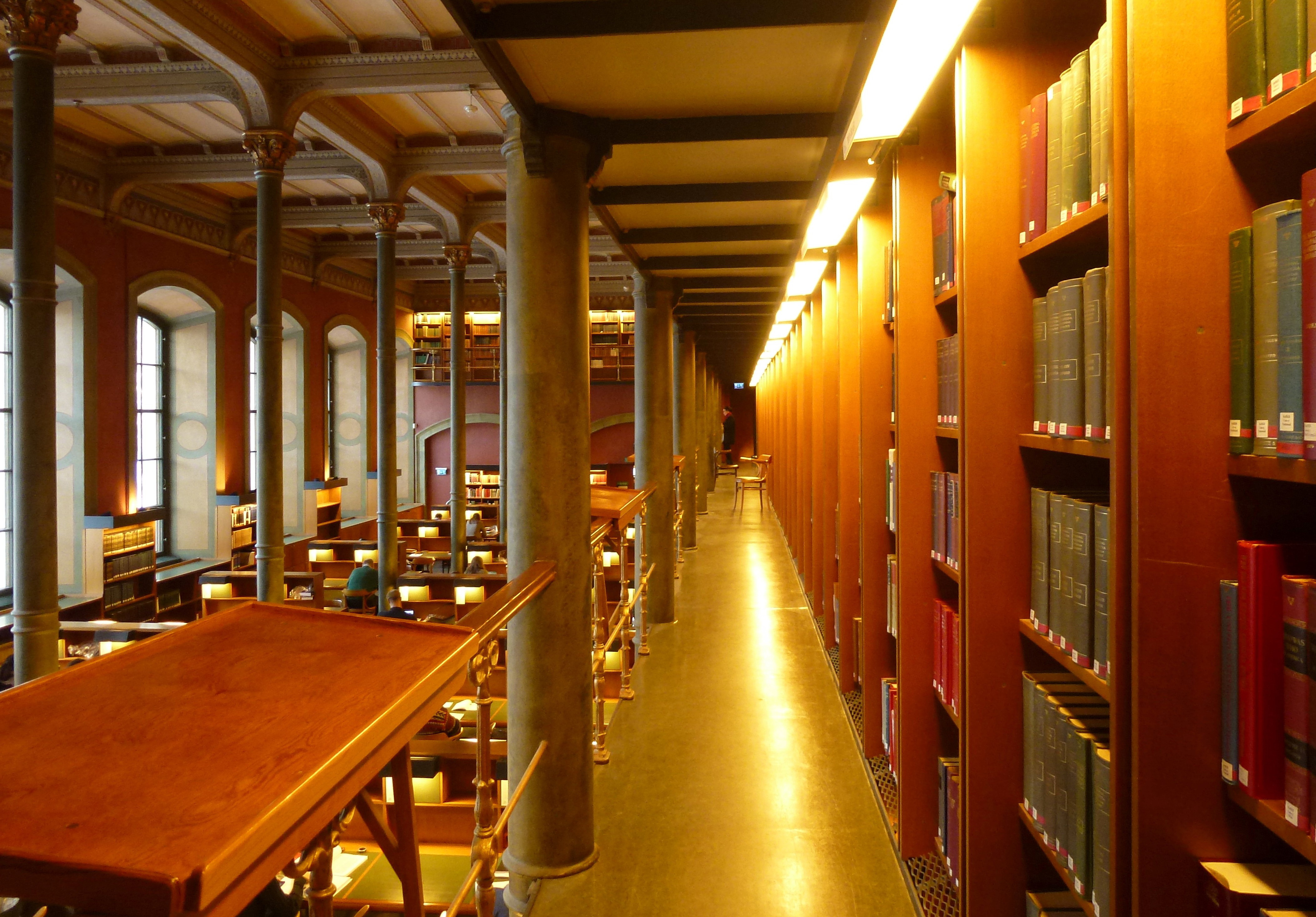
Läsesalen och galleri
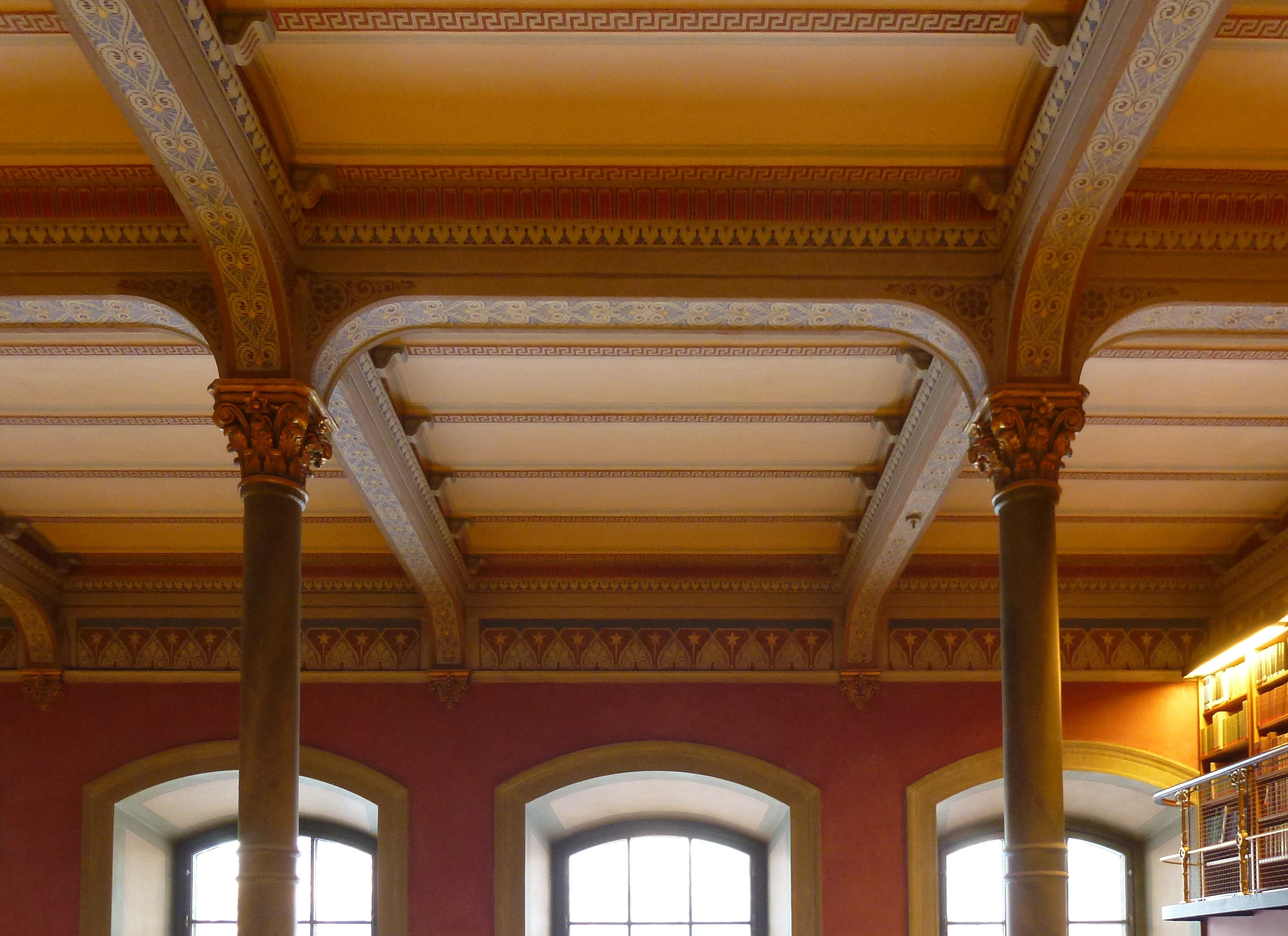
Läsesalen, detalj på taket
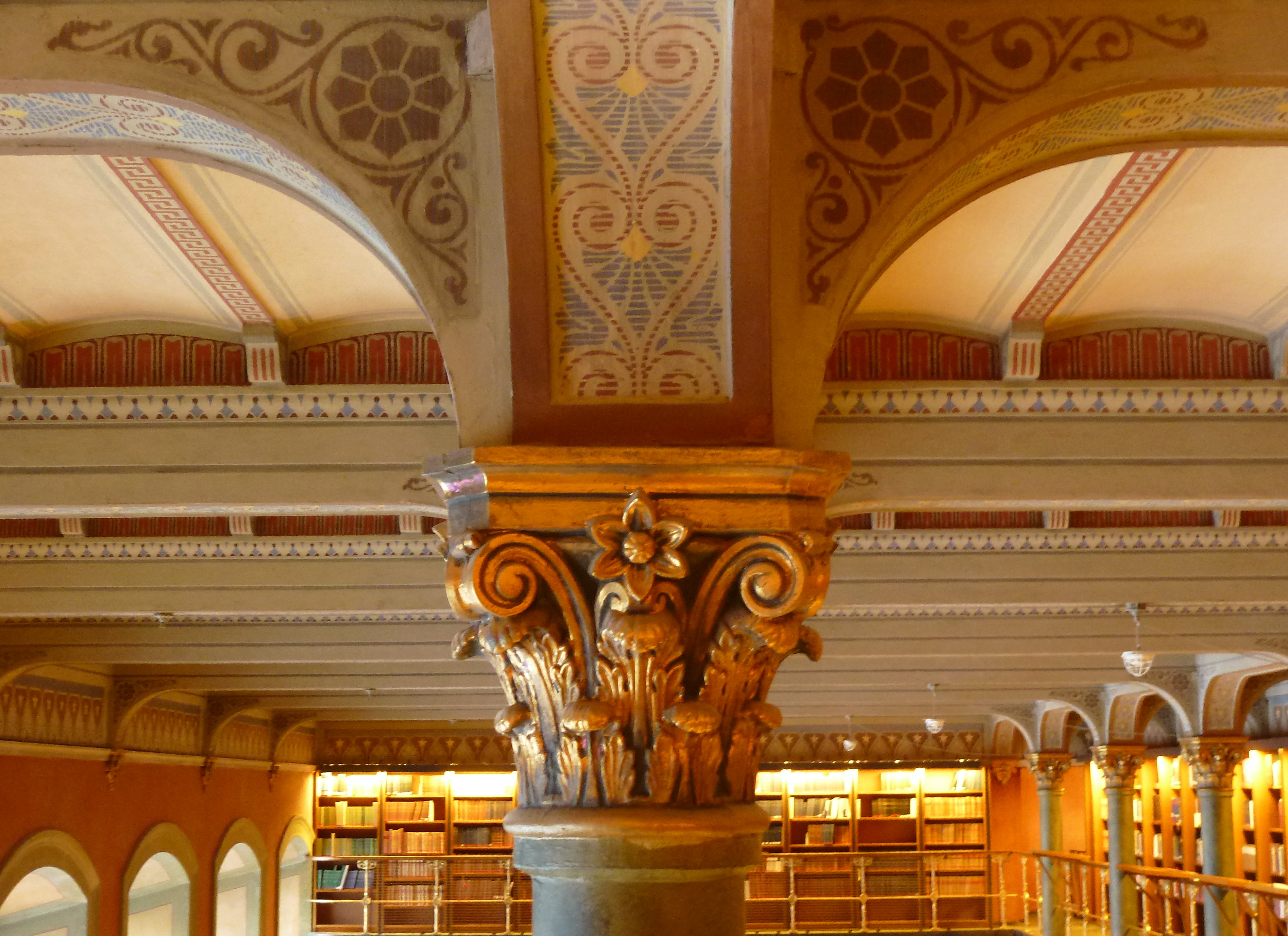
Läsesalen, detalj på kolonn